# Grabówek (przystanek kolejowy)
Grabówek – zamknięty przystanek osobowy w Grabówku na linii kolejowej nr 365 Stary Raduszec – Bad Muskau, w powiecie żarskim, w województwie lubuskim, w Polsce.